# Concilio Lateranense (487)
Il concilio Lateranense fu celebrato nel mese di marzo 487 nella Basilica lateranense sotto la presidenza di papa Felice III.

## Contesto storico
Il concilio lateranense del 487 fu occasionato dalla persecuzione perpetrata nell'Africa romana da Unnerico, re dei Vandali dal 477 al 484 e di fede ariana come tutti i Vandali.
Dopo un iniziale periodo di tolleranza, Unnerico iniziò a perseguitare i cristiani cattolici punendo tutti coloro della sua etnia che si erano convertiti e cercando di incamerare tutti i loro possedimenti. La sua politica nei confronti della religione era spesso contraddittoria. Il 1º febbraio 484 aveva permesso la convocazione di un concilio tra vescovi ariani e cattolici, ma il 24 febbraio dello stesso anno emanò un decreto in cui ai sacerdoti cattolici fu proibito di esercitare qualsiasi funzione e di abitare sia in città che nei villaggi, confiscando contestualmente tutte le chiese cattoliche e le loro proprietà che passavano al clero ariano; i funzionari regi di fede ortodossa erano privati della loro carica e tutti i cittadini di fede ortodossa erano multati e, se perseveravano nella loro fede, qualora non avessero abbracciato la dottrina ariana, entro il 1º giugno dello stesso anno sarebbero stati dichiarati eretici, gli sarebbero stati confiscati i loro beni e sarebbero stati deportati. Al loro deciso rifiuto, migliaia di cattolici furono allora esiliati in Corsica, tra cui anche molti vescovi e presbiteri. Quelli rimasti in patria subirono una delle più crudeli persecuzioni della storia della cristianità. Molti, per salvare la propria vita e quella dei propri cari, abiurarono la fede cattolica per abbracciare l'arianesimo.
Di questa persecuzione fu principale testimone Vittore, vescovo di Vita, autore della Historia persecutionis Africanae Provinciae, temporibus Genserici et Hunirici regum Wandalorum.

## Il concilio
Non esistono i verbali di questo concilio. La sola fonte disponibile per la conoscenza della sua storia e dei suoi contenuti è la lettera sinodale di papa Felice III, pubblicata nelle varie collezioni di atti conciliari (Mansi e Labbe), e, in edizione critica (1868), nella serie Epistolae Romanorum Pontificum genuinae di Andreas Thiel, futuro vescovo di Varmia (1886-1908).
Il concilio si svolse Flavio Boetio viro carissimo consule sub die III Idus Martias in basilica Constantiniana, ossia il giorno 13 marzo nella basilica di San Giovanni in Laterano durante il consolato di Flavio Manlio Boezio, che corrisponde all'anno 487. Vide la presenza di oltre 40 vescovi, tra cui 4 vescovi africani: Vittore, che Hefele ipotizza possa essere Vittore di Vita; Donato e Rustico, di sede ignota; e Pardulio, da identificare con il vescovo Pardalio di Macomades in Numidia, che prese parte al concilio del 484.
Il papa aprì l'assemblea conciliare ricordando come durante la persecuzione ordinata da Unnerico, vescovi, preti e diaconi della Chiesa africana avevano abbandonato la fede cattolica ed erano stati battezzati nella fede ariana; l'assemblea era chiamata perciò a prendere delle misure sui lapsi, ossia sui cattolici convertiti, dalla paura delle persecuzioni, all'arianesimo. Il diacono Anastasio lesse allora un documento, Qualiter in Africanis regionibus, costituito da 9 punti, che i padri conciliari approvarono e sottoscrissero.
I quattro vescovi africani presenti al concilio ebbero l'incarico di comunicare in patria le decisioni prese al Laterano. Il 15 marzo 488 il pontefice scrisse una lettera, indirizzata universis episcopis per diversas provincias constitutis, con la quale comunicava lui stesso alle altre Chiese dell'Occidente le decisioni del concilio dell'anno precedente.

## I decreti conciliari
Nove sono i decreti approvati dal concilio: 
1. tutti coloro che hanno abiurato la fede cattolica ricevendo il battesimo degli ariani devono sottoporsi ad un cammino penitenziale, ma non tutti saranno trattati allo stesso modo;
2. vescovi, preti e diaconi ribattezzati con la forza o per libera accettazione, si sottoporranno al cammino penitenziale per tutto il resto della loro vita, prenderanno parte alle preghiere comunitarie solo in qualità di catecumeni e potranno accedere ai sacramenti solo in punto di morte;
3. per i chierici, i monaci e le vergini consacrate, il cammino penitenziale durerà dodici anni; se muoiono prima di aver concluso il percorso, potranno ricevere il viatico;
4. i minori saranno riammessi subito alla comunione ecclesiale, dopo l'imposizione delle mani;
5. se un penitente ha dovuto interrompere il cammino penitenziale per motivi di salute, dovrà riprendere da dove ha interrotto una volta riacquistata la salute;
6. i catecumeni dovranno far parte del gruppo degli audientes (uditori) per tre anni, ma non potranno ricevere il battesimo;
7. chierici, monaci e laici ribattezzati con la forza dovranno far penitenza per tre anni, mentre vescovi, preti e diaconi per tutto il resto della loro vita;
8. fedeli laici e catecumeni ribattezzati dagli ariani non potranno mai diventare chierici;
9. nessun vescovo o prete può accogliere un penitente di un'altra diocesi senza aver prima consultato il vescovo o il prete da cui dipende il suo cammino penitenziale.

Come scrive Bratož Rajko, «oltremodo severi furono i decreti sinodali nei confronti degli apostati pentiti. Essi prescrivevano infatti la penitenza perpetua per quanti fossero stati - prima dell'atto di abiura - vescovi, presbiteri e diaconi: solo in punto di morte, dunque, essi sarebbero stati ammessi alla comunione della Chiesa ed ai sacramenti… Molto più miti furono le pene previste per i minorenni… Purtroppo nessuna fonte coeva riferisce come essi furono applicati in Africa sino alla fine del pontificato di Felice.»

## I partecipanti
Oltre a papa Felice III, al concilio presero parte 43 vescovi, provenienti tutti dall'Italia ad eccezione di quattro vescovi africani, e 81 presbiteri. Questo l'elenco dei vescovi, secondo l'ordine riportato dalla lettera sinodale pontificia:
1. Candido di Tivoli
2. Pascasio di Centocelle
3. Costanzo di Aquino
4. Equizio di Matelica
5. Filippo di Numana
6. Epifanio di Spello
7. Bono di Ostia
8. Erennio di Porto
9. Costanzo Triventi o Trebiati[8]
10. Agnello di Telese
11. Costantino di Capua
12. Urbano di Foligno
13. Severo di Cassino
14. Martiniano di Formia
15. Marciano di Amelia

1. Cresconio di Todi
2. Erculeo di Otricoli
3. Basilio di Tolentino
4. Massimo di Blera
5. Proiettizio di Tarquinia
6. Pietro di Subaugusta
7. Massimino di Ferento
8. Basso di Ferentino
9. Felice di Anzio
10. Innocenzo Bevagna
11. Felice di Anagni
12. Benigno di Acquaviva
13. Andrea di Gabi
14. Decio di Tre Taverne

1. Cipriano di Nomento
2. Atanasio di Albano
3. Vitale di Fondi
4. Pietro di Lorium
5. Costanzo di Sutri
6. Felicissimo di Sabina
7. Gaudenzio di Forum Clodii
8. Bonifacio di Velletri
9. Asterio di Forum Novum
10. Romolo di Palestrina
11. Vittore
12. Donato
13. Rustico
14. Pardulio Afris